# Cryptoflata guttularis
Cryptoflata guttularis är en insektsart som först beskrevs av Walker 1857.  Cryptoflata guttularis ingår i släktet Cryptoflata och familjen Flatidae. Inga underarter finns listade i Catalogue of Life.